# Pannello in policarbonato
I pannelli in policarbonato sono componenti utilizzati in edilizia, caratterizzati da una struttura alveolare che, se da un lato li rende leggeri e quindi facili da utilizzare e da posare, è anche il motivo della loro grande resistenza ad urti, incrinature e carichi. Questi pannelli assicurano inoltre una trasparenza pari a circa il 78% nel caso di pannelli in policarbonato 100%, ed una buona trasmittanza luminosa. Le loro qualità isolanti determinano un sensibile abbattimento dei costi energetici rispetto ad un'analoga realizzazione in vetro, e sono anche più sicuri e pratici. Ai pannelli è spesso possibile applicare appositi filtri per trattenere le radiazioni ultraviolette, il cui effetto risulta altamente nocivo per legno e vernici. 
Queste peculiarità rendono i pannelli in policarbonato adatti ad un campo di applicazione estremamente vasto: finestrature fisse e con aperture, shed, tamponamenti, zone trasparenti in accoppiamento con pannelli sandwich, pareti divisorie ecc. La loro versatilità si presta perfettamente all'impiego in edilizia civile ed industriale, con l'inserimento in tutte le strutture che debbano assicurare leggerezza e luminosità. 
Diverse sono le modalità di montaggio: si può ricorrere a silicone, chiodi o sigillanti, oppure avvalersi di incastri maschio – femmina. 
Spesso sono disponibili anche in versione colorata, oltre alle tradizionali trasparente e opale.